# Aphnaeus coronae
Aphnaeus coronae är en fjärilsart som beskrevs av Talbot 1935. Aphnaeus coronae ingår i släktet Aphnaeus och familjen juvelvingar. IUCN kategoriserar arten globalt som livskraftig. Inga underarter finns listade i Catalogue of Life.